# Margaret Yarde
Margaret Yarde (2 de abril de 1878 – 11 de março de 1944) foi uma atriz britânica da era do cinema mudo.

## Filmografia selecionada
- Night Birds (1930)
- Michael and Mary (1931)
- Uneasy Virtue (1931)
- The Sign of Four (1932)
- The Man from Toronto (1933)
- Matinee Idol (1933)
- Tiger Bay (1934)
- Sing As We Go (1934)
- Widow's Might (1935)
- It Happened in Paris (1935)
- Man of the Moment (1935)